# Bowmore (plaats)
Bowmore (Bogh Mòr) is een kleine plaats aan de kust van Loch Indaal, op het Schotse eiland Islay. In 1768 werd het plaatsje gesticht, en tegenwoordig is Bowmore de hoofdstad van het eiland. Bowmore is ook de naam van een bekende distilleerderij, waar Bowmore single malt whisky wordt gemaakt.
Bowmore heeft een brede hoofdstraat die uitkomt bij Kilarrow Parish Church, een ongebruikelijk rond kerkgebouw. Volgens de overlevering moet de ronde vorm voorkomen dat de duivel zich in hoeken kan verschuilen.
Een bekend persoon uit Bowmore is Rev. Donald Caskie, die als de Tartan Pimpernel in Frankrijk actief was tijdens de Tweede Wereldoorlog. Caskie hielp ca. 2000 geallieerde soldaten, zeelui en vliegeniers uit bezet gebied ontsnappen naar het Verenigd Koninkrijk, vaak via Spanje.

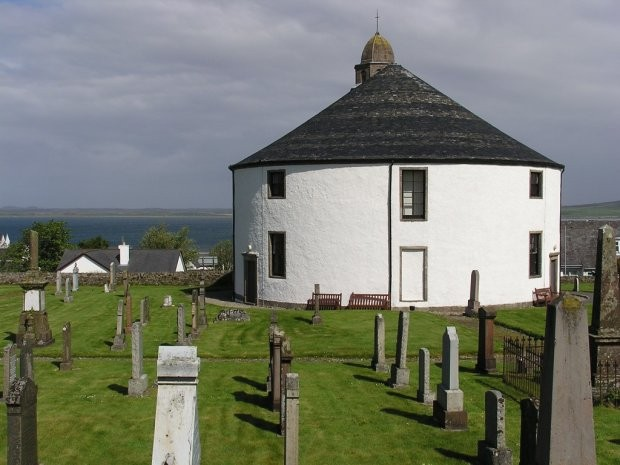
Kerk